# Europa Setentrional

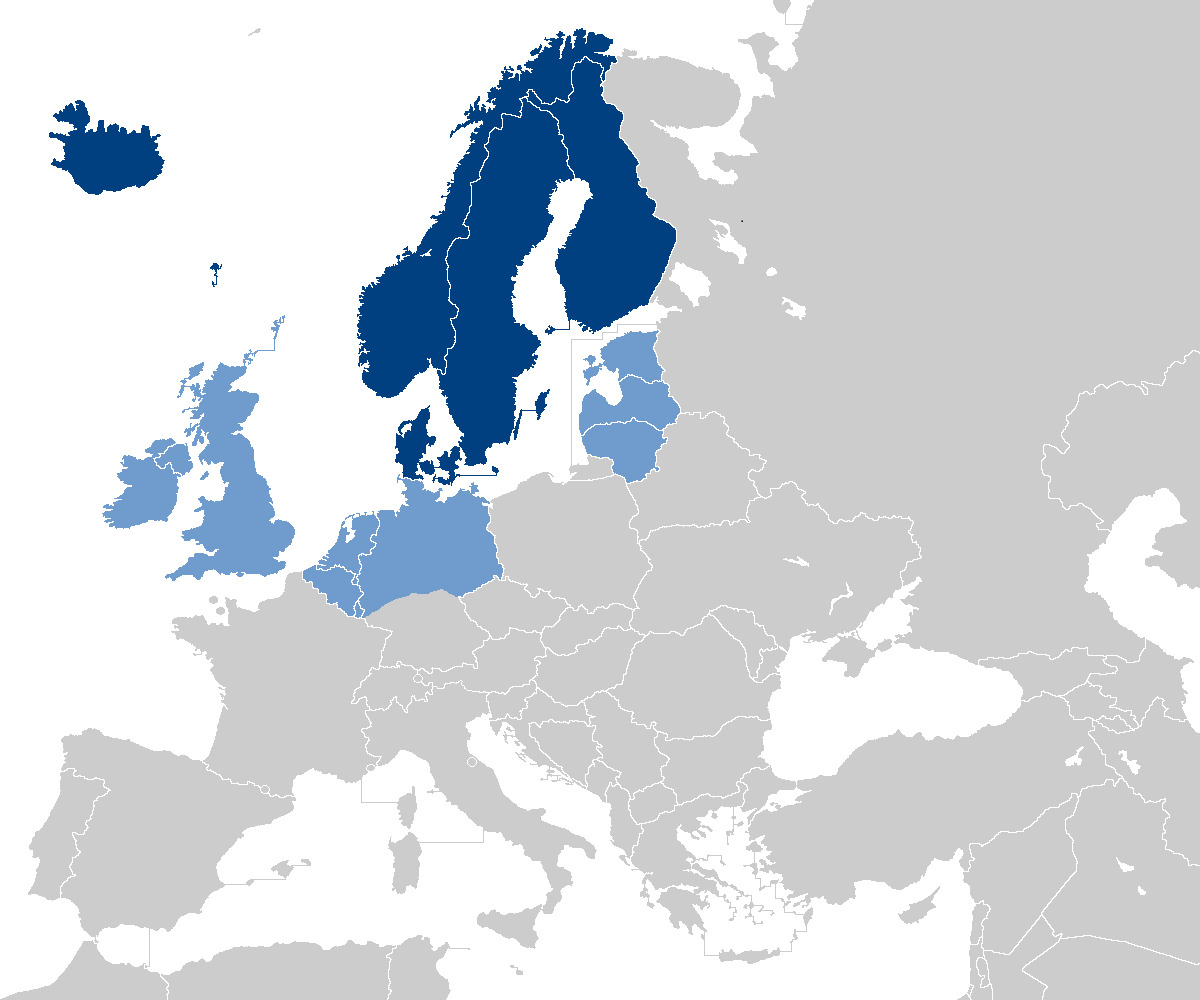
Europa Setentrional

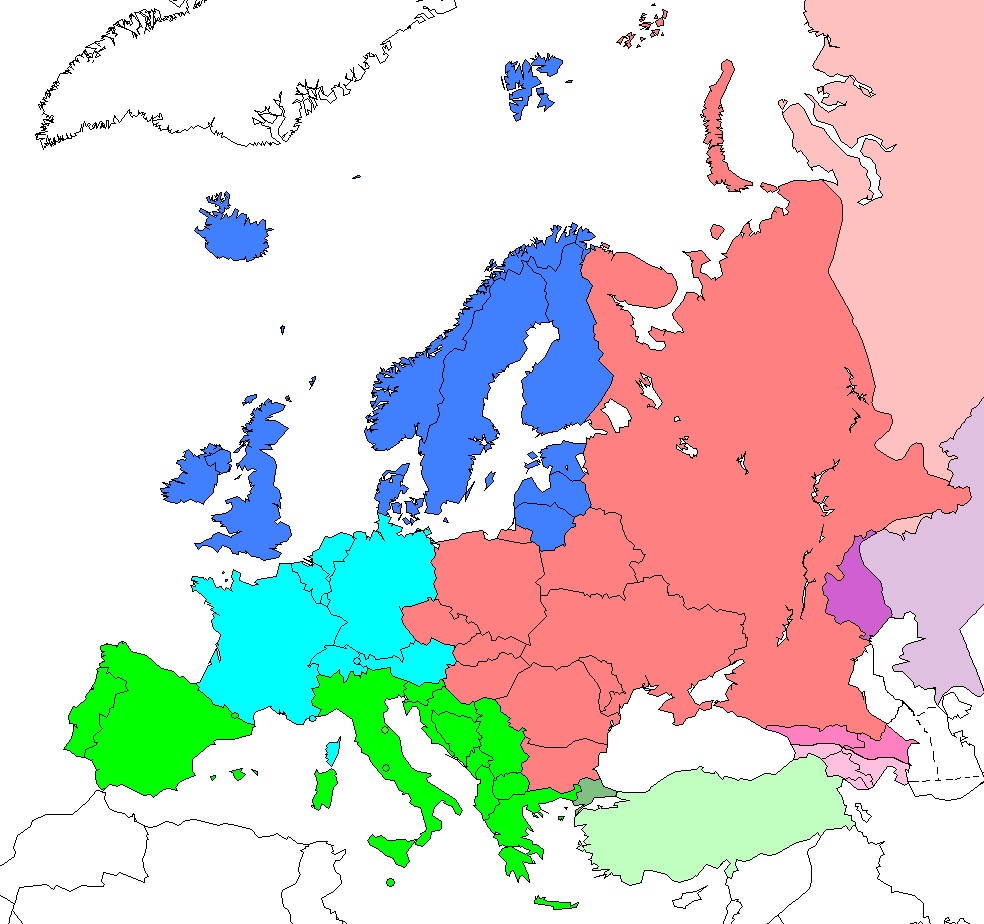
Regiões da Europa como delineadas pelas Nações Unidas:
Europa Setentrional
Europa Ocidental
Europa Oriental
Europa Meridional

A Europa Setentrional é a porção norte do continente europeu. Em muitos momentos essa região tem sido definida de maneira variada, mas atualmente quase consensualmente inclui esses países abaixo:
- Os Países nórdicos, incluindo Dinamarca, Finlândia, Islândia, Noruega e Suécia, assim como Åland, Ilhas Feroé e ocasionalmente Carélia, Península de Kola e Svalbard
- O Reino Unido, a República da Irlanda, a Ilha de Man e as Ilhas do Canal (ver também Oeste Europeu)
- Estônia, Letônia, e Lituânia
- Áreas limítrofes do Mar Báltico e do Mar do Norte, e.g.  Rússia ocidental, Polônia setentrional, Países Baixos, Bélgica, Luxemburgo, e Alemanha setentrional. Muitos desses países constituem a União Europeia, alguns deles têm origem viquingue.

A Divisão Estatística das Nações Unidas define Europa Setentrional como:
- Dinamarca
- Estônia
- Finlândia
- Islândia
- Letônia
- Lituânia
- Noruega
- Suécia

Apresenta uma rede hidrográfica em que se destacam não só rios mas principalmente lagos. Exemplo de alguns lagos: Peipus, Vener. Exemplo de alguns rios: Rio Ume, Rio Indai. Os rios de maior destaque nascem na região dos Alpes Escandinavos para a produção de eletricidade. Essa região engloba a Noruega e a Suécia, localizadas na península escandinava, além de Finlândia, Islândia e Dinamarca; abrange também a Estônia, Letônia e Lituânia, que a partir de 1990 se tornaram independentes da então URSS. A inclusão desses países na região justifica-se por motivos econômicos e por sua proximidade étnica e cultural com os finlandeses.
Na Noruega, Suécia e Finlândia, predominam a atividade pesqueira e a extração de madeira. É nessa região que ocorrem as mais baixas temperaturas de todo o continente europeu.
Os Alpes Escandinavos são principal formação montanhosa da região. Estendem-se próximos ao litoral, no sentido norte-sul. Suas elevações são acompanhadas de planaltos, com lagos e vales glaciais. Esses vales formaram-se pela erosão do gelo; posteriormente, foram invadidos pela água do mar. São os fiordes. Comuns sobretudo no litoral norueguês. O verdadeiro muro montanhoso é acompanhado por fiordes a oeste e ladeado por planícies que se voltam em direção à Suécia, no litoral do mar Báltico. Além de planícies alguns países da região possuem várias depressões criadas pela erosão glacial. Nessas depressões originaram-se diversos lagos, como se observa na Finlândia.
Antes do século XIX, o termo ‘Nórdico’ ou “Setentrional’ era usado habitualmente no sentido de incluir a Rússia Europeia, os Países Bálticos (naquela época Livônia e Curlândia) e Gronelândia. Mais recentemente, quando a Europa foi submetida à região do Mediterrâneo  (i.e. o Império Romano), todas as regiões próximas ao mar, incluindo Alemanha, os Países Baixos e a Áustria, passaram a ser associadas ao termo. Essa significação ainda é usada nos dias de hoje em certos contextos, como em discussões sobre Renascença Setentrional. Em tempos medievais, o termo “(Ultima) Thule" era usado para inferior a um local semimítico ao extremo norte do continente.
No contexto da União Europeia, Dinamarca, Suécia, Finlândia, Alemanha, Bélgica e Países Baixos são frequentemente vistos como pertencentes  ao “Grupo do Norte”. Atualmente  o significado do termo é de natureza subjetiva, geralmente determinado pela visão geopolítica de quem nomeia. Isso significa também que a definição é largamente sociopolítica, visto que não há justificativa para incluir a Inglaterra como parte da Europa. 

## Paisagem, Tempo, Clima, Natureza ou Céu da Europa
Em parte da Península Escandinava e da Rússia, o clima temperado continental — mais seco, com verões quentes e chuvosos e invernos extremamente frios — e o clima polar — com invernos rigorosos e verões curtos, que caracteriza uma parte da Península Escandinava e da Rússia Europeia.

## Comentários
1. Os Países do mar Báltico, como um termo relacionado, também incluem Suécia, Finlândia, Alemanha, Polônia, Rússia, e às vezes Dinamarca.
2. O termo países bálticos, dependendo do contexto, passou a ser habitualmente usado durante a Guerra Fria; dentro de contextos referentes à União Soviética, ou dentre as várias repúblicas soviéticas que formavam a URSS, o termo "os países bálticos" em referência às repúblicas soviéticas da Estônia, Letônia e Lituânia. O termo podia também ser usado para se referir a estes três Estados no contexto sua anexação pela União Soviética. Antes disso, o termo era usado, também contextualmente, durante o auge do Império Russo.
3. Escandinávia é um termo ambíguo que abarca alguns ou todos os países nórdicos.